# Izabel Goulart

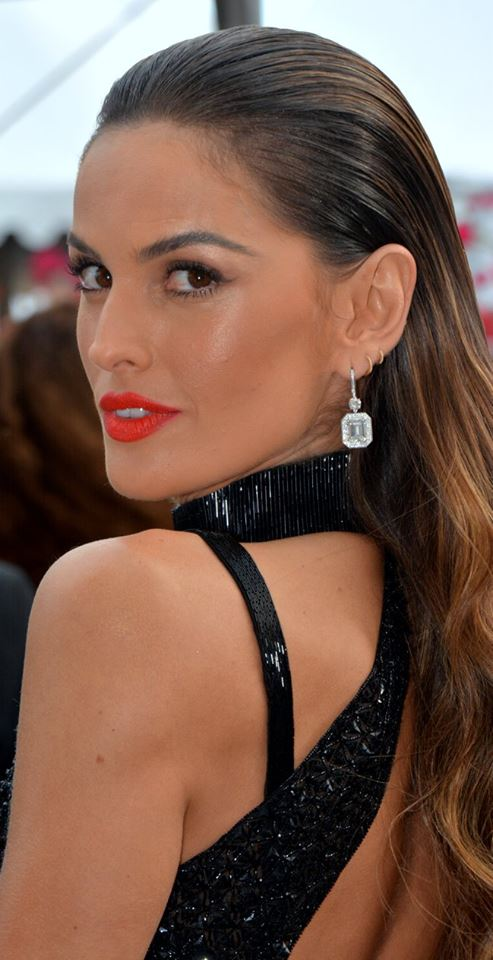
Izabel Goulart in Cannes (2018)

Maria Izabel Goulart Dourado (* 23. Oktober 1984 in São Carlos, São Paulo) ist ein brasilianisches Model.

## Werdegang
Goulart ist eines von insgesamt sieben Kindern, die Familie ist italienischer Herkunft. Sie wurde von einem Haarstylisten während eines Einkaufsbummels mit der Mutter in ihrer Heimatstadt entdeckt. Bei einem Wettbewerb in der Staatshauptstadt São Paulo wurde schließlich das Modeunternehmen Victoria’s Secret auf Goulart aufmerksam. Im Jahr 2005 hatte sie ihr Debüt in der Victoria’s Secret Fashion Show. Sie arbeitete mit namhaften Fotografen wie Terry Richardson, David Sims, Greg Kadel und Vincent Peters, u. a. für die Modemagazine Vogue und Elle. Momentan lebt sie aus beruflichen Gründen in New York City.
Sie ist seit 2015 mit dem deutschen Fußballtorhüter Kevin Trapp liiert. Das Paar verlobte sich 2018.

## Filmografie
- 2006: Two and a half Men (Fernsehserie, Staffel 4, Episode 9)
- 2007: Entourage (Fernsehserie, Staffel 3, Episode 13)
- 2017: Baywatch